# Chelipoda lyneborgi
Chelipoda lyneborgi är en tvåvingeart som beskrevs av Yang 1990. Chelipoda lyneborgi ingår i släktet Chelipoda och familjen dansflugor. Inga underarter finns listade i Catalogue of Life.